# Nettleton, Lincolnshire
Nettleton är en ort och civil parish i Storbritannien.   Den ligger i grevskapet Lincolnshire och riksdelen England, i den sydöstra delen av landet, 220 km norr om huvudstaden London. Nettleton ligger 84 meter över havet och antalet invånare är 579.
Terrängen runt Nettleton är platt. Runt Nettleton är det ganska tätbefolkat, med 70 invånare per kvadratkilometer. Närmaste större samhälle är Grimsby, 18,3 km nordost om Nettleton. Trakten runt Nettleton består till största delen av jordbruksmark.